# Coleoxestia denticornis
Coleoxestia denticornis är en skalbaggsart som först beskrevs av Charles Joseph Gahan 1892.  Coleoxestia denticornis ingår i släktet Coleoxestia och familjen långhorningar.
Artens utbredningsområde är Paraguay. Inga underarter finns listade i Catalogue of Life.